# Simon Finn
Simon Finn (* 4. März 1951 in Surrey) ist ein englischer Folk-Sänger und Gitarrist.

## Lebenslauf und musikalischer Werdegang
Finn wurde in Surrey geboren und zog 1967 nach London. Dort trat er erstmals im Vorprogramm von Al Stewart im Marquee Club in Soho auf. Er veröffentlichte seine erste LP Pass the Distance 1970, bei Mushroom Records später erlangte die Platte als gesuchtes Sammlerstück Kultstatus. Grund war der Veröffentlichungsstop aufgrund eines Rechtsstreites. Das Album enthält unter anderem Beiträge von Kenneth Elliot und David Toop und wird gerne dem Subgenre Acid Folk zugeordnet.
Im Jahr 1974 zog Finn nach Kanada, wo er zunächst als Farmer und Karatelehrer arbeitete. Seit 1980 lebt er (mit einigen kurzen Unterbrechungen) in Montreal, Quebec. Finn hat seitdem weiter Musik und auch einige literarische Texte verfasst, allerdings auf Jahre kaum etwas publiziert. Erst 2004 wurde Pass the Distance auf Durtro/Jnana wiederveröffentlicht. Im selben Jahr trat Finn nach einer 35-jährigen Pause von der Musikszene erstmals wieder live auf. Seine erste Performance fand als supportact der Gruppe Current 93 in Toronto statt. Seitdem spielte er in vielen Ländern, teilweise zusammen mit Künstlern wie Graham Coxon, Thurston Moore von Sonic Youth, Antony and the Johnsons, Joolie Wood, Maja Elliott, Pantaleimon und Baby Dee. Sein zweites Album Magic Moments erschien 35 Jahre nach seinem Vorgänger und zeichnet sich durch einen dunkleren, melancholischeren, aber auch minimalistischeren Sound als das Debüt aus: Neben Gesang und Akustikgitarre sind nur gelegentlich Flöte und Violine zu hören.
Finn zählte zeitweise auch zur Live-Besetzung von Current 93, welche 2004 zwei Songs seines Debütalbums (The Courtyard und Jerusalem) mit Finn an der Gitarre neuinterpretiert haben. Finns nächstes Album, Accidental Life, erschien im Juli 2007. Zu den Mitwirkenden auf den wieder opulenteren Aufnahmen zählen Joolie Wood (die Finn als einzige auch auf Magic Moments begleitet), David Toop (als einziger der Ur-Besetzung), Karl Blake (u. a. Shock Headed Peters), Danielle Dax, Rose McDowall (Sorrow, Strawberry Switchblade) und Tony Uter. Die Platte erschien auf Finns eigenem Independent-Label 10 to 1 Records. Auf seinem neuesten Werk Rats Laugh Mice Sing knüpft Finn an den breiter instrumentierten Sound des Vorgängers an.

## Veröffentlichungen

### Alben
- 1970: Pass the Distance (LP), Wiederveröffentlichung 2004 (CD) und 2008 (LP)
- 2005: Magic Moments (CD)
- 2007: Accidental Life (CD)
- 2009: Rats Laugh Mice Sing (CD)

### EPs
- 2005: Silent City Creep (Maxi-CD)
- 2005: Subjunctive Mood (Maxi-CD)